# Erannis incompletaria
Erannis incompletaria là một loài bướm đêm trong họ Geometridae.